# Manase Dōsan

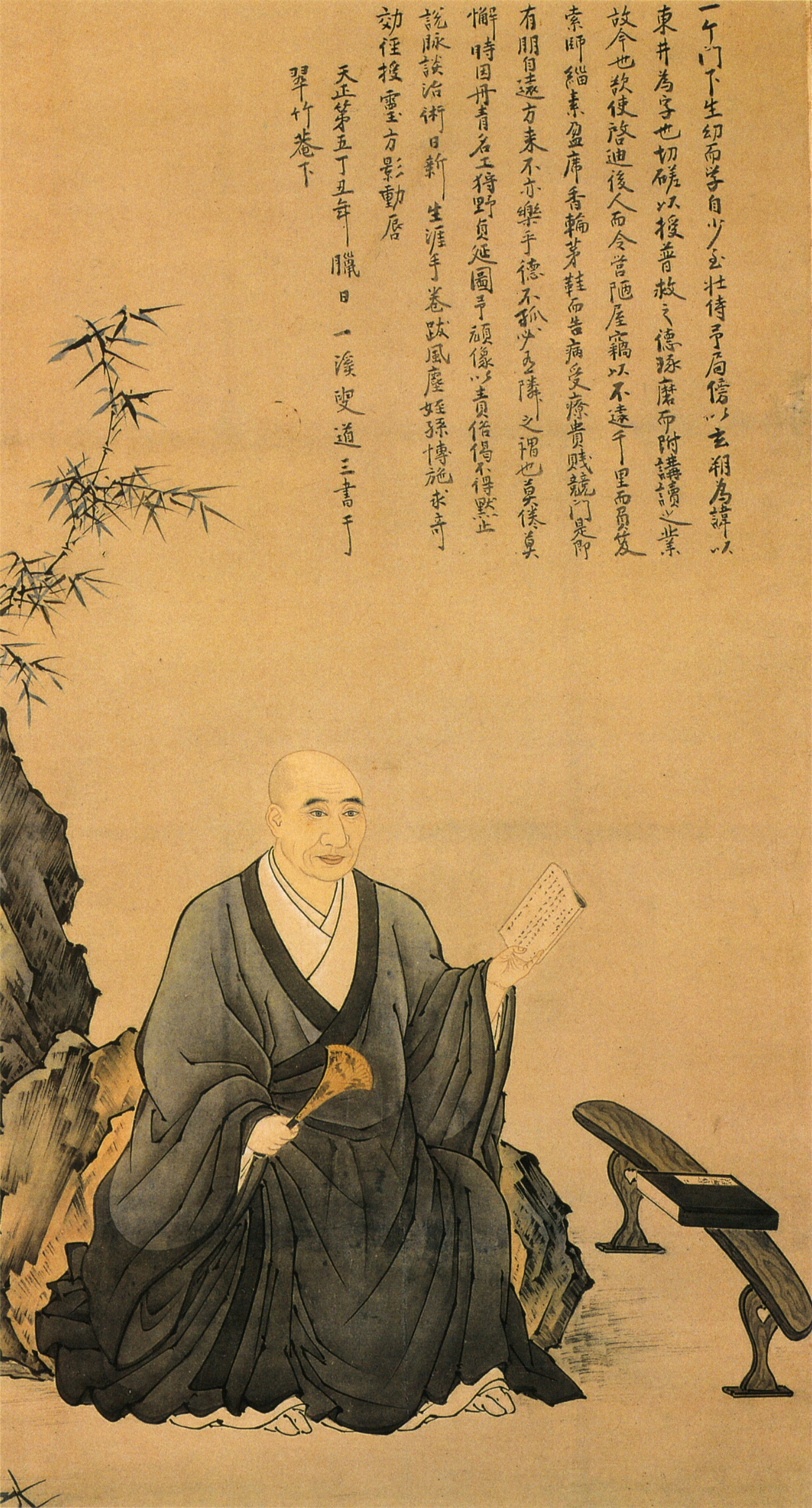
Manase Dōsan (Bildrolle in der Sammlung Kyōu Shooku, Takeda Science Foundation)

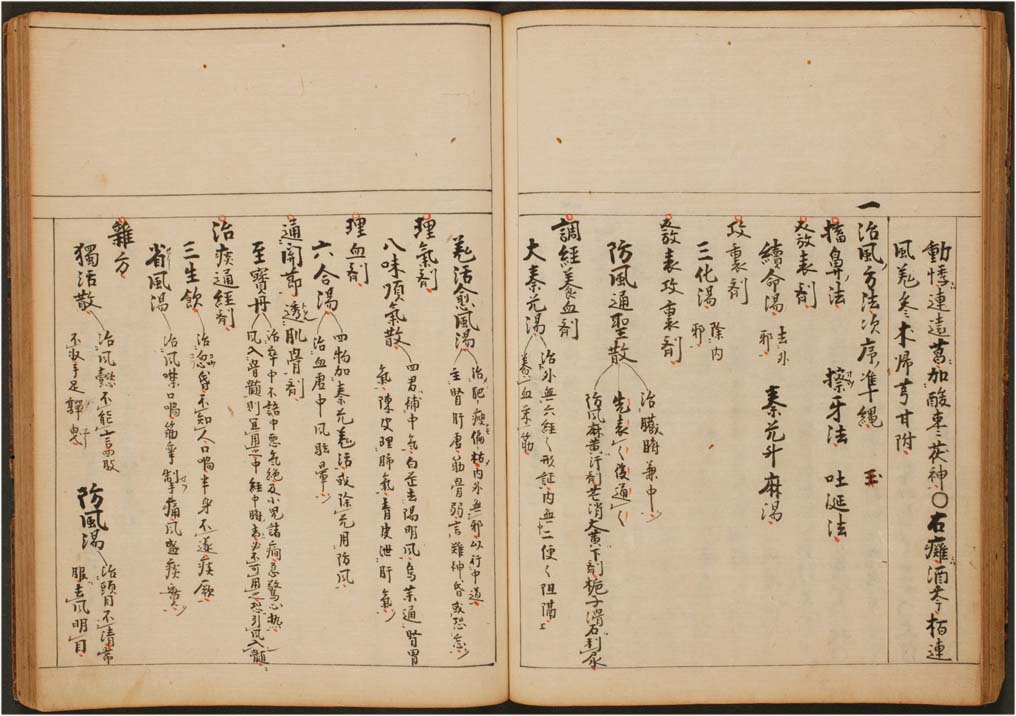
Handschrift-Kopie der Schrift Keiteki-shū, 1582 (University of Tokyo Library System)

Manase Dōsan (japanisch 曲直瀬 道三, auch Shōkei (正慶) genannt; * 1507; † 1594) war ein japanischer Arzt, der im Zeitalter der streitenden Reiche (戦国時代, Sengoku-jidai) auf die Entwicklung der Medizin in Japan einen entscheidenden Einfluss ausübte und neben Nagata Tokuhon und Tashiro Sanki zu den „Drei verehrungswürdigen Ärzten“ (三聖, sansei) im Umbruch zur Frühmoderne zählt. Auf ihn geht die „Schulrichtung des späteren Zeitalters“ (後世派, Gosei-ha auch  後世方派, Goseihō-ha) zurück.

## Leben
Manase hatte schon in der Kindheit seine Eltern verloren. 1516 trat er in den Shōkoku-Tempel (Shōkoku-ji), einen Zen-Tempel in Kyōto ein, wo er als Bettelmönch lebte. In dieser Zeit änderte er seinen Namen Tachibana (橘) zu Manase. 1528 ging er an die „Ashikaga-Schule“, eine der ältesten akademischen Einrichtungen des Landes, in der man Konfuzianismus, chinesische Medizin, Kriegswissenschaften, I Ging usw. lehrte. Hier gewann Manase Interesse an der Heilkunde. Nach einer Begegnung mit dem berühmten Arzt Tashiro Sanki wurde er dessen Schüler und befasste sich vor allem mit den Lehren der chinesischen Mediziner Lǐ Gǎo (李杲), alias Lǐ Dōngyuán (李東垣, 1180–1251) und Zhū Dānxī (朱丹溪, 1281–1358).
1546 kehrte Manase nach Kyōto zurück und praktizierte als Arzt. Nach einer erfolgreichen Behandlung des Shōgun Ashikaga Yoshiteru gewann er weitere hochrangige Patienten wie die Kriegsherren Hosokawa Harumoto (1514–1563), Miyoshi Nagayoshi (三好長慶) und Matsunaga Hisahide (松永久秀) und großes Ansehen. Schließlich gründete er die „Aufklärungsakademie“ (啓迪院, Keiteki-in). Die Behandlung von Mōri Motonari während eines Feldzuges führte zu der Schrift „Abendgespräche im Schnee-Feldlager“ (雲陣夜話, Setsujin yawa). 1574 verfasste er sein bekanntestes Werk, die „Keiteki-Sammlung“ (啓迪集, Keiteki-shū). Der Tennō Ōgimachi, dem er die Schrift nach einer Behandlung überreichte, beauftragte den Zen-Mönch Sakugen Shūryō mit einem Vorwort und gewährte Manase den Ehrennamen „Grünbambus Halle“ (翠竹院, Suichiku-in). Unter den namhaften Patienten finden wir auch Oda Nobunaga, einen der mächtigsten Feldherren jener Zeit.
Manase zog hunderte von Schülern an, die seine Lehren und Schriften weit verbreiteten. Ob er, wie es in Briefen der Jesuiten heißt, im Jahre 1584 anlässlich einer Behandlung des italienischen Missionars Gnecchi-Soldo Organtino zum Christentum übertrat und sich taufen ließ, ist umstritten. Fest steht allerdings, dass eine große Zahl seiner Schüler christliche Taufnamen führte.
Wie bei Nagata Tokuhon zeigen sich Ähnlichkeiten seiner therapeutischen Grundsätze mit Prinzipien der hippokratischen Medizin.
Manase starb 1594 im Alter von 88 Jahren, posthum ein weiteres Mal geehrt durch die Ernennung zum Hofarzt im zweiten Rang. Der von ihm adoptierte Neffe Gensaku (曲直瀬玄朔, Manase Gensaku, 1549–1632) und dessen Nachfahren setzten über Generationen Dōsans ärztliche Tradition fort.
Manase begann eine vorsichtige Loslösung von der vor allem durch die Klöster betriebenen chinesischen Medizin und strebte zugleich eine Systematisierung an. Seine oft ausführlichen Krankengeschichten belegen die starke Betonung der Rolle von Beobachtung und Erfahrung. In diesem Punkt bereitete er eine stärkere Eigenständigkeit der japanischen Medizin vor.

## Schriften (Auswahl)
- Keiteki-shū (啓迪集).
- Yakushō nōdoku (薬性能毒)
- Hyakufuku zusetsu (百腹図説)
- Shōshin-shū (正心集)
- Shinkyū shūyō (鍼灸集要)
- Shinmyaku kuden-shū (診脈口伝集)
- Benshō haizai itō (弁証配剤医灯)
- Manase Dōsan zenshū (Gesamtwerk von Manase Dōsan). Ōsaka: Oriento Shuppansha, 1995- (『曲直瀬道三全集』オリエント出版社)